# Eoanabas
Eoanabas thibetana
Genre
Espèce
Eoanabas est un genre éteint d’Anabantidae, des poissons d’eau douce adaptés à des milieux aquatiques pauvres en oxygène, qui vivait à la fin de l’Oligocène. 
Son espèce type est Eoanabas thibetana.

## Présentation
Ses restes fossiles ont été mis au jour au Tibet. 